# العلاقات الزامبية الكورية الشمالية
العلاقات الزامبية الكورية الشمالية هي العلاقات الثنائية التي تجمع بين زامبيا وكوريا الشمالية.

## مقارنة بين البلدين
هذه مقارنة عامة ومرجعية للدولتين:
| وجه المقارنة                                              | زامبيا                         | كوريا الشمالية                        |
| --------------------------------------------------------- | ------------------------------ | ------------------------------------- |
| المساحة (كم2)                                             | 752.62 ألف                     | 120.54 ألف                            |
| عدد السكان (نسمة)                                         | 17.09 مليون                    | 25.49 مليون                           |
| الكثافة السكانية (ن./كم²)                                 | 22.71                          | 211.47                                |
| العاصمة                                                   | لوساكا                         | بيونغيانغ                             |
| اللغة الرسمية                                             | لغة إنجليزية                   | لغة كوريا الشمالية القياسية ‏          |
| العملة                                                    | كواشا زامبي، كواشا زامبي قديم ‏ | وون كوري شمالي                        |
| الناتج المحلي الإجمالي (بليون دولار)                      | 25.81 مليار                    |                                       |
| الناتج المحلي الإجمالي (تعادل القوة الشرائية) بليون دولار | 62.18 مليار                    |                                       |
| الناتج المحلي الإجمالي الاسمي للفرد دولار أمريكي          | 1.30 ألف                       |                                       |
| الناتج المحلي الإجمالي للفرد دولار أمريكي                 | 3.90 ألف                       |                                       |
| مؤشر التنمية البشرية                                      | 0.586                          |                                       |
| رمز المكالمات الدولي                                      | +260                           | +850                                  |
| رمز الإنترنت                                              | .zm                            | .kp                                   |
| المنطقة الزمنية                                           | ت ع م+02:00                    | ت ع م+08:30، ت ع م+08:30، ت ع م+09:00 |

## منظمات دولية مشتركة
يشترك البلدان في عضوية مجموعة من المنظمات الدولية، منها:
| علم المنظمة | اسم المنظمة                                         | تاريخ انضمام زامبيا | تاريخ انضمام كوريا الشمالية |
| ----------- | --------------------------------------------------- | ------------------- | --------------------------- |
|             | يونسكو                                              | 9 نوفمبر 1964       | 18 أكتوبر 1974              |
|             | المنظمة الدولية للمعايير                            | ?                   | ?                           |
|             | الاتحاد الدولي لجمعيات الصليب الأحمر والهلال الأحمر | ?                   | ?                           |
|             | اللجنة الأولمبية الدولية                            | ?                   | ?                           |
|             | الصندوق الدولي للتنمية الزراعية                     | ?                   | ?                           |
|             | الاتحاد البريدي العالمي                             | ?                   | ?                           |
|             | الاتحاد الدولي للاتصالات                            | 23 أغسطس 1965       | ?                           |
|             | الأمم المتحدة                                       | 1 ديسمبر 1964       | 17 سبتمبر 1991              |
|             | منظمة الأغذية والزراعة                              | ?                   | ?                           |
|             | منظمة الطيران المدني الدولي                         | ?                   | ?                           |
|             | مجموعة ال77                                         | ?                   | ?                           |

## وصلات خارجية
- موقع وزارة الخارجية الكورية الشمالية